# لمبرتون (مینه‌سوتا)
لمبرتون، مینه‌سوتا (به انگلیسی: Lamberton, Minnesota) یک شهر در ایالات متحده آمریکا است که در شهرستان ردوود، مینه‌سوتا واقع شده‌است.

## خصوصیات
لمبرتون ۲٫۰۲ کیلومترمربع مساحت و ۸۲۴ نفر جمعیت دارد و ۳۴۸ متر بالاتر از سطح دریا واقع شده‌است.